# Zanthoxylum engleri
Zanthoxylum engleri är en vinruteväxtart som beskrevs av Alma May Waterman. Zanthoxylum engleri ingår i släktet Zanthoxylum och familjen vinruteväxter. Inga underarter finns listade i Catalogue of Life.